# Laderampe

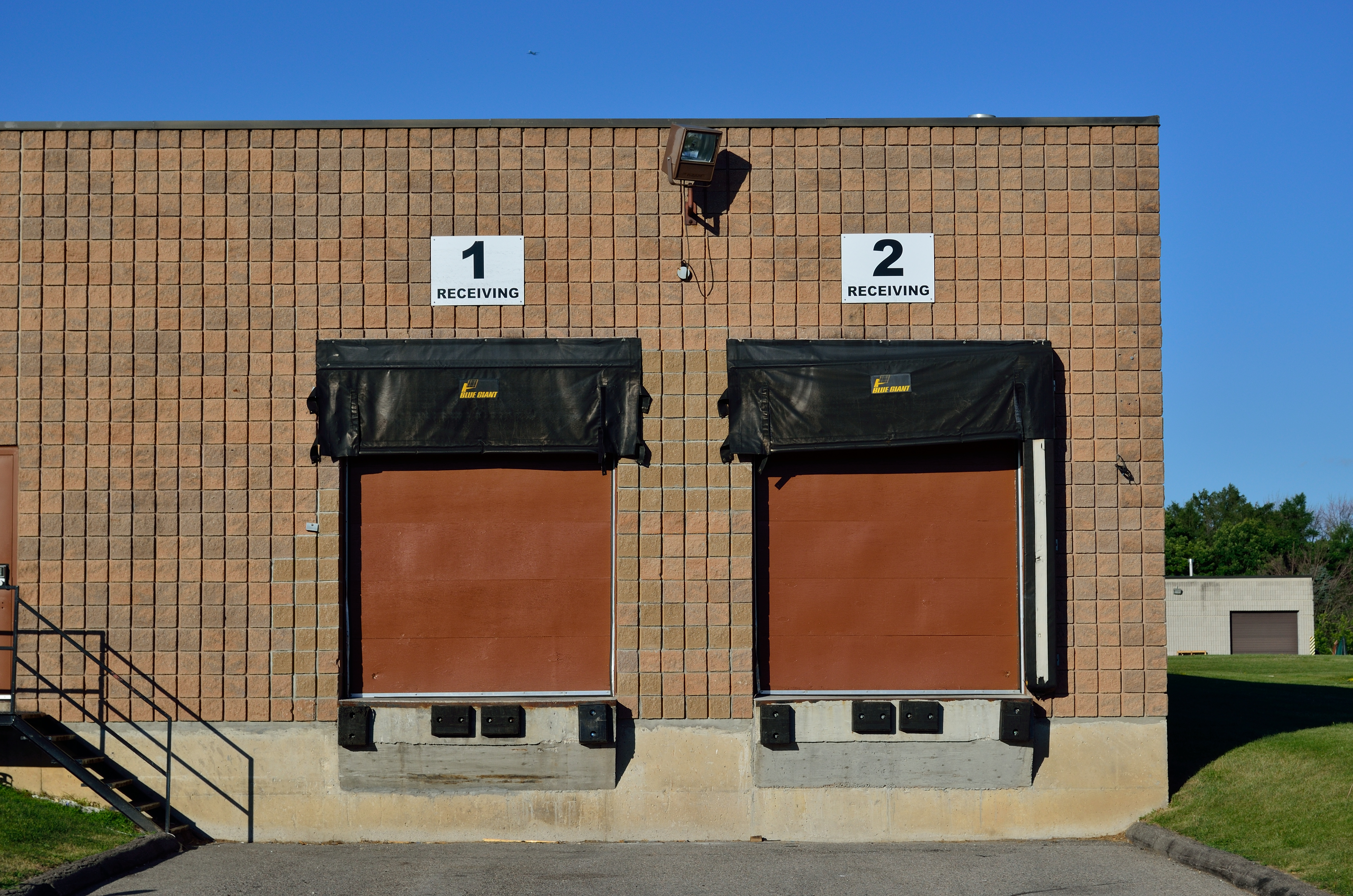
Laderampen für Lkw

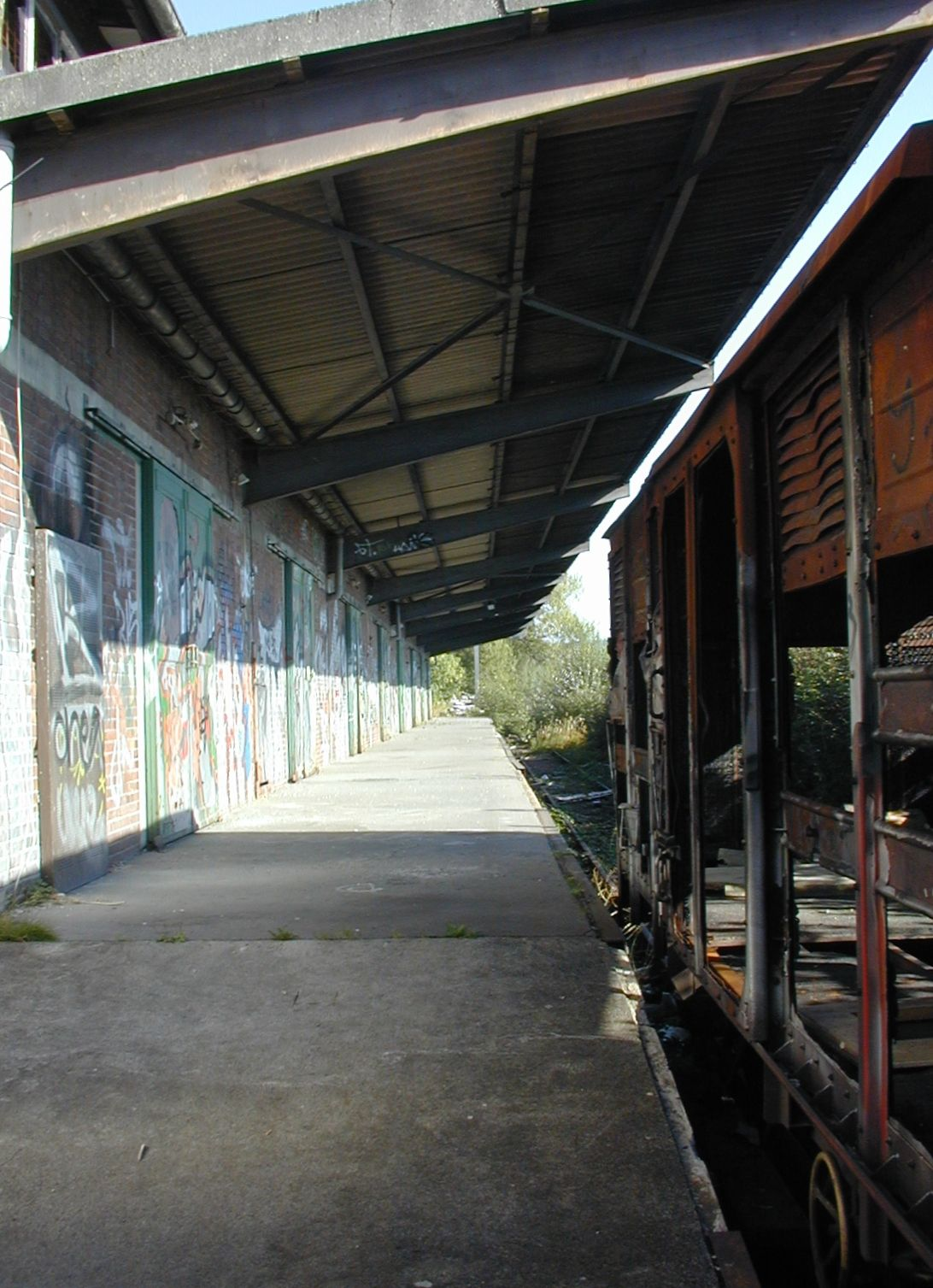
Seitenrampe an einem Güterschuppen zum Be- und Entladen von Güterwagen

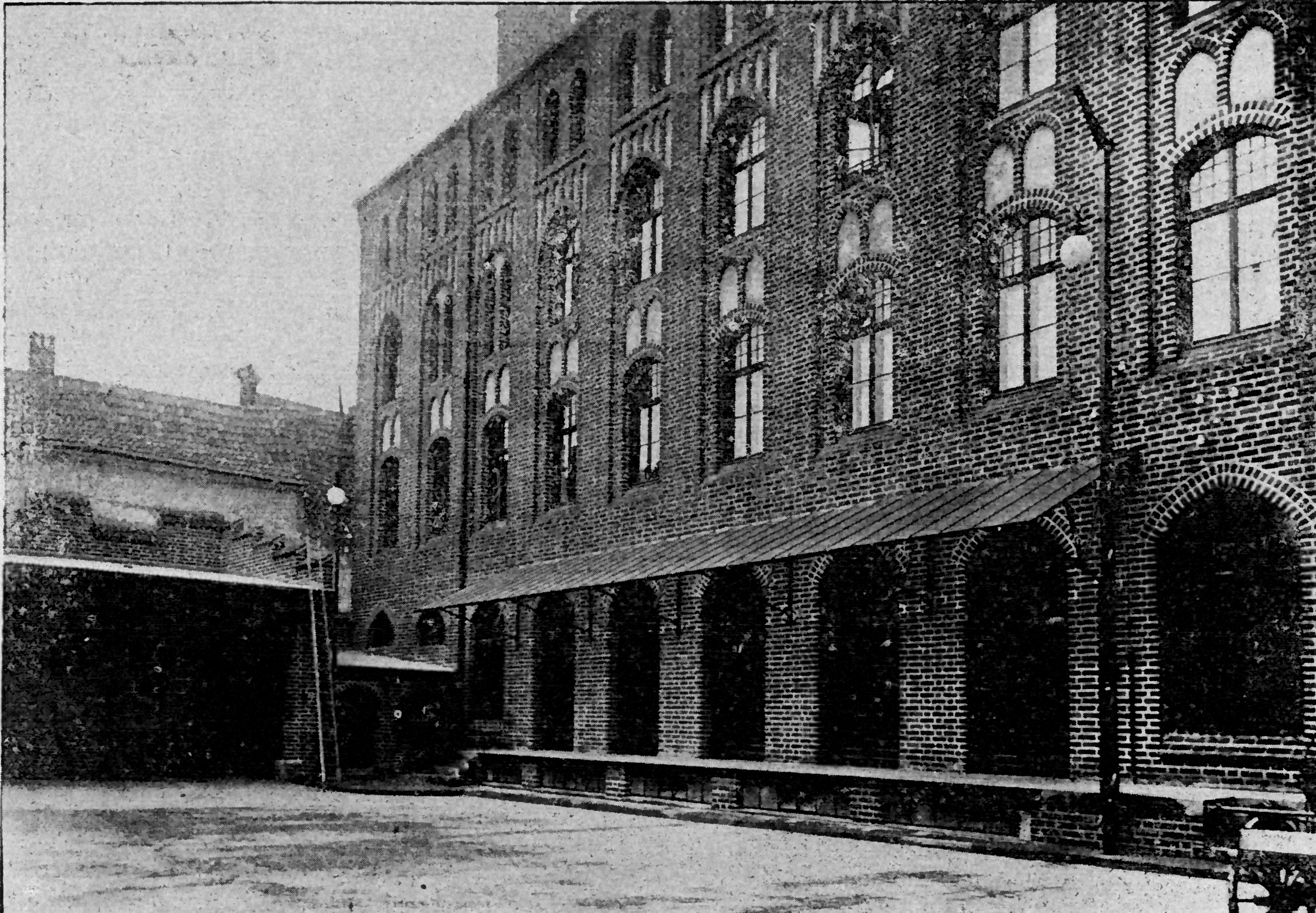
Laderampe im lübeckischen Posthof (1906)

Eine Laderampe dient zum Materialtransport in, zu und aus einem Bauwerk und insbesondere zum Be- und Entladen von Transportfahrzeugen aller Art. Zweckmäßigerweise sind Laderampen oft an Lagerhäusern oder -hallen, Industriegebäuden und gewerblichen Bauten und Anlagen aller Sparten zu finden.
Bei Lagerhäusern und auch nichtüberdachten Laderampen liegt die Lagerfläche zumeist nicht ebenerdig, sondern etwas erhöht auf der Rampenhöhe. In der Regel liegt diese Höhe zwischen 1,2 und 1,3 m, da dies bei den meisten Lkw in etwa der Höhe der Ladefläche entspricht. Diese Anpassung der Bauweise an die Verlieferfahrzeuge hat sich dort durchgesetzt, wo Material- und Warenlogistik zu einem dominierenden Faktor wird, oder der eigentliche Zweck ist. Der sonstige Transport zwischen dem Boden- und dem Gebäude- respektive Rampenniveau wird durch einfachere schräge Rampen, Hubrampen als festinstallierte Gerätschaft im Sinne des Lastenaufzugs, oder mobile Geräte wie den Hubstapler (Gabelstapler) oder anderem geleistet.
Die einfachste Form einer Laderampe besteht aus einer starren Betonrampe, an der die Fahrzeuge seitlich (Seitenrampe) oder rückwärts (Kopframpe) heranfahren.
Bei Laderampen an Eisenbahngleisen ist die Rampenhöhe, analog zu denen der Straßenfahrzeuge, auf der Höhe des Bodens der Güterwagen, und entspricht letztendlich einem Bahnsteig als allgemeiner Niveauausgleich. Ein Gleis an einer Laderampe wird gelegentlich als Rampengleis bezeichnet, seltener hingegen ist die Bezeichnung Ladegleis (das zudem auch noch für das Gleis an einer Ladestraße verwendet wird).
Um die Lücke zwischen Rampe und Fahrzeug zu schließen, wird ein Überladeblech angelegt. Über dieses Blech kann nun mittels Ladegerät (wie Gabelstapler, Hubwagen, Sackkarren) von der Rampe auf das Fahrzeug gefahren werden, zudem können auf diesem Weg auch Fahrzeuge auf Lkw oder Güterwagen verladen werden.
Geringe Höhenunterschiede können bei beiden Varianten durch die Überladebleche ausgeglichen werden. Bei luftgefederten Lkw ist es möglich, die Höhe der Ladefläche zur Be- und Entladung mittels der Luftfederung an die der Rampe anzupassen. Insbesondere bei Klein-Lkw sind am Fahrzeug angebrachte Ladebordwände, die vom Ladeflächen- auf Bodenniveau absenk- und kippbar sind, üblich. In senkrechter Lage bilden diese zusätzlich den Verschluss der Ladefläche.
Bei kleineren Lagerhäusern, bei denen die Lagerfläche ebenerdig angeordnet ist, findet man auch Laderampen mit abgesenktem Anfahrbereich. Statt die komplette Lagerfläche auf Lkw-Höhe zu bauen, wird hier die Ladefläche des Lkw auf das Niveau des Hallenbodens gebracht. Hierzu fährt der Lkw in eine vor dem Rampenbereich ausgeschachtete Vertiefung. Häufig findet man diese Art der Laderampe im Wareneingangsbereich von Großmärkten und Discountern, da es sich hier als zweckmäßig erweist, das vom Kunden mit Handwagen aufgesuchte oder nur kleine lokale Warenlager ebenerdig auf selbem Niveau wie die Verkaufsfläche zu haben, um einen schnellen und einfachen Transfer der Waren vom Lager in den Verkaufsraum im Inneren des Gebäudes und den Abtransport durch den Käufer zu ermöglichen. Bei Eisenbahngleisen ist diese Form der Laderampe wegen der entstehenden Steilrampe und weil ein identischens Bodenniveau erforderlich ist, nicht üblich.
Die meisten modernen Lagerhallen verfügen über Verladetore mit Ladebrücken, die auch Überladebrücke genannt werden. Bei dieser Form der Laderampe fährt der Lkw rückwärts an das mit einem Rolltor verschließbare Verladetor heran. An der Ladekante angebracht ist eine klappbare Ladebrücke, die kraftbetrieben oder handbetätigt auf die Ladefläche des angedockten Lkw aufgelegt wird. Da mit solchen Ladebrücken auch deutlich größere Höhenunterschiede überbrückt werden können als mit einem einfachen Überladeblech, eignet sich diese Form der Laderampe für eine Vielzahl verschiedener Lkw, angefangen vom Jumbo-Lkw (Ladefläche ca. 70 bis 100 cm über dem Boden), über Standard-Lkw mit Festaufbau (ca. 1,2–1,4 m), bis hin zu Kühlfahrzeugen und Lkw mit Wechselaufbau (bis 1,6 m). Bei Eisenbahnfahrzeugen hingegen ist die Höhe des Wagenbodens bei Güterwagen international annähernd gleich, deswegen sind höhenverstellbare Überladebrücken an Eisenbahngleisen nicht gebräuchlich.
Während im Straßenverkehr wegen der Ladeöffnungen am hinteren Ende von Lkw und Sattelaufliegern vorwiegend Kopframpen genutzt werden, sind im Eisenbahngüterverkehr Seitenrampen üblicher. Sie ermöglichen die Ladetätigkeit, ohne die Wagen einer Zugeinheit trennen zu müssen. Kopframpen werden bei der Eisenbahn vor allem für den Transport von Fahrzeugen benutzt. In vielen Bahnhöfen existierten auch kombinierte Kopf- und Seitenrampen.
Eine Sonderform der Kopframpe sind Betriebsmittelüberladerampen in Anschlussbahnhöfen, auf denen Schmalspurstrecken beginnen. Sie dienen der Anlieferung und Überführung von Schmalspurfahrzeugen, beispielsweise für den Transport zu Ausbesserungswerken und wurden in der Regel in Netzen errichtet, wo Schmalspurtransportwagen vorhanden waren. Hier führt ein Schmalspurgleis auf eine Kopframpe, die Verbindung zu den Transportwagen wird mit einhängbaren Übergangsschienen hergestellt. Betriebsmittelüberladerampen (häufig kurz Überladerampe) sind die Umkehrung des Prinzips der Rollwagenrampe für das Verladen von Regelspurwagen auf schmalspurige Rollwagen. Auch Straßenbahnbetriebe verfügten in der Vergangenheit häufig über Betriebsmittelüberladerampen, doch wegen der Seltenheit derartiger Transporte werden etwa seit 2000 meist Hebezeuge oder besondere Sattelzüge mit fahrzeugeigenen und zerlegbaren Rampen genutzt.
Bei Unternehmen mit vielen Laderampen für die Be- und Entladung kommt es häufig zu langen Wartezeiten. Daher setzen viele Unternehmen ein IT-gestütztes Laderampen- oder Zeitfenstermanagement ein, um die Be- und Entladungen zu koordinieren.